# Tilapia gutturosa
Coptodon gutturosa là một loài cá thuộc họ Cichlidae. Nó là loài đặc hữu của Cameroon.